# پل آزادی
پل آزادی فیلم مستندی ایرانی به کارگردانی مهدی مدنی، با موضوع آزادسازی خرمشهر است که در سال ۱۳۶۱ خورشیدی ساخته شد. این مستند  داستان تلاش گروه‌های مهندسی مختلف در آستانه عملیات بیت‌المقدس و آزادسازی خرمشهر است، داستان ساخت یک پل  روی رود کارون که در انتها با کشته و مجروح شدن بسیاری از آنها در نهایت به آزادی خرمشهر می‌انجامد. این فیلم تولید صدا و سیما است.